# Éleu-dit-Leauwette
Éleu-dit-Leauwette ist eine französische Gemeinde mit 2815 Einwohnern (Stand 1. Januar 2022) im Département Pas-de-Calais in der Region Hauts-de-France. Sie gehört zum Arrondissement Lens und zum Gemeindeverband Lens-Liévin.

## Lage
Die Gemeinde Éleu-dit-Leauwette liegt im dicht bebauten Nordfranzösischen Kohlerevier, unmittelbar südlich an die Stadt Lens anschließend. Weitere Nachbarstädte sind Avion im Südosten und Liévin im Westen. Im Stadtgebiet erinnern zahlreiche Relikte an die lange Steinkohlebergbauzeit. Dazu zählen Reste alter Schachtanlagen, Abraumhalden und hunderte ehemalige Bergarbeiterhäuser.

## Bevölkerungsentwicklung
| Jahr                       | 1962 | 1968 | 1975 | 1982 | 1990 | 1999 | 2006 | 2014 | 2022 |
| -------------------------- | ---- | ---- | ---- | ---- | ---- | ---- | ---- | ---- | ---- |
| Einwohner                  | 2813 | 2967 | 2878 | 3710 | 3402 | 3107 | 3004 | 2862 | 2815 |
| Quellen: Cassini und INSEE |      |      |      |      |      |      |      |      |      |

## Sehenswürdigkeiten
- Kirche Saint-Pierre-et-Saint-Paul
- Kapelle Notre-Dame im Franziskanerhaus
- hunderte ehemalige Bergarbeiterhäuser

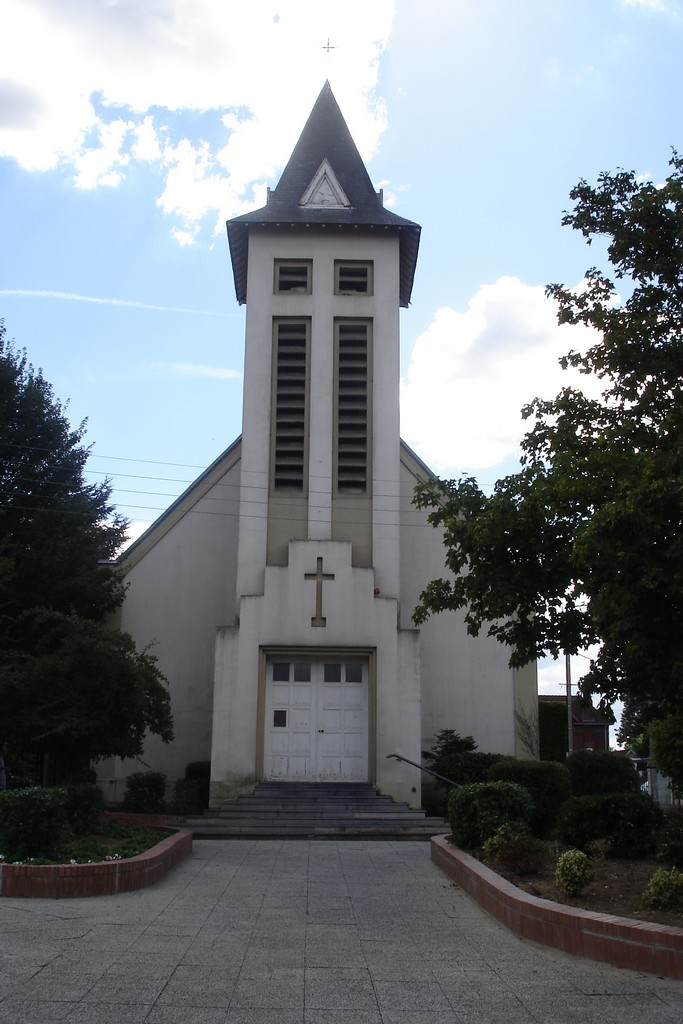
Kirche Saint-Pierre-et-Saint-Paul
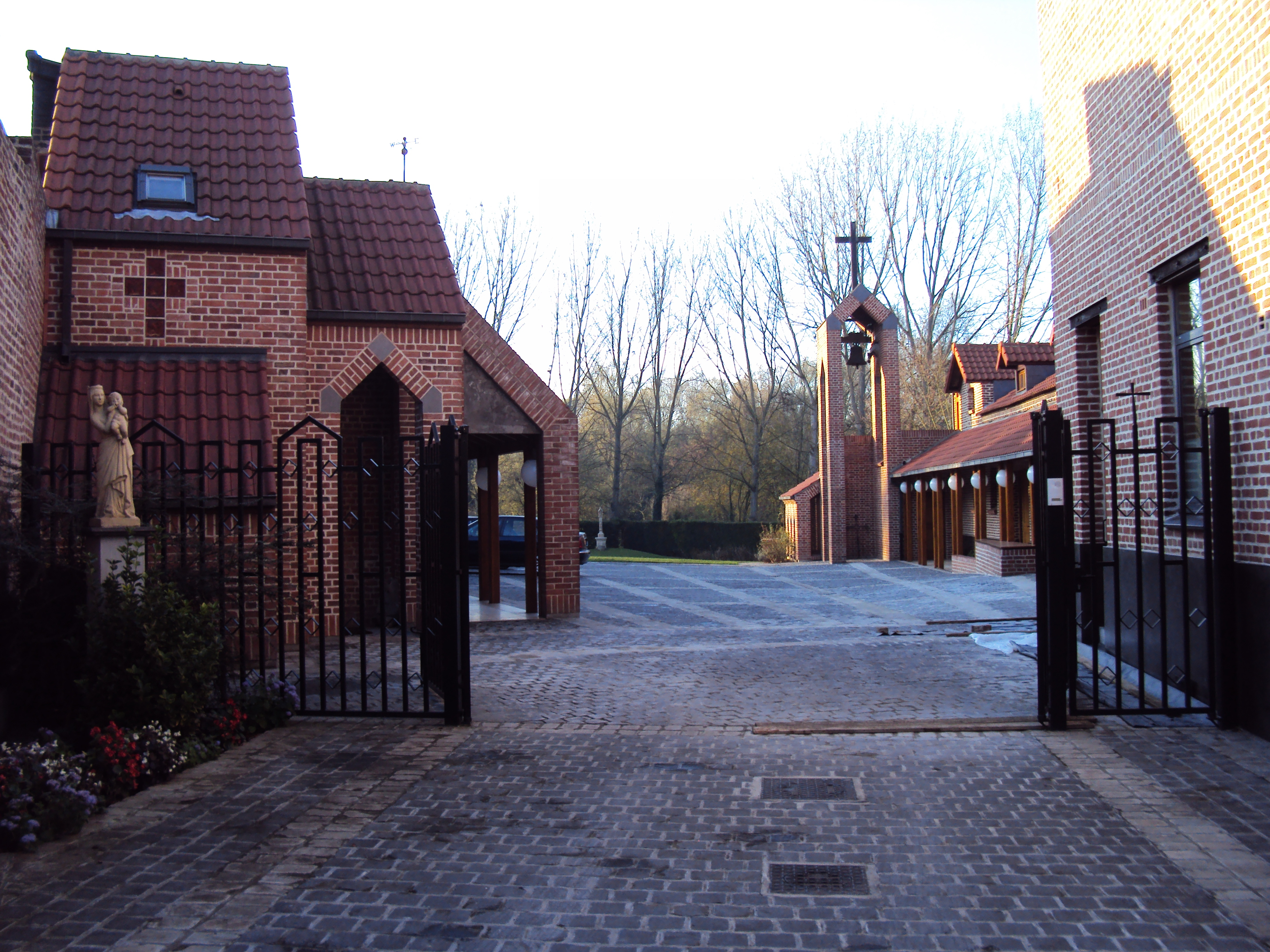
Kapelle Notre-Dame im Franziskanerhaus
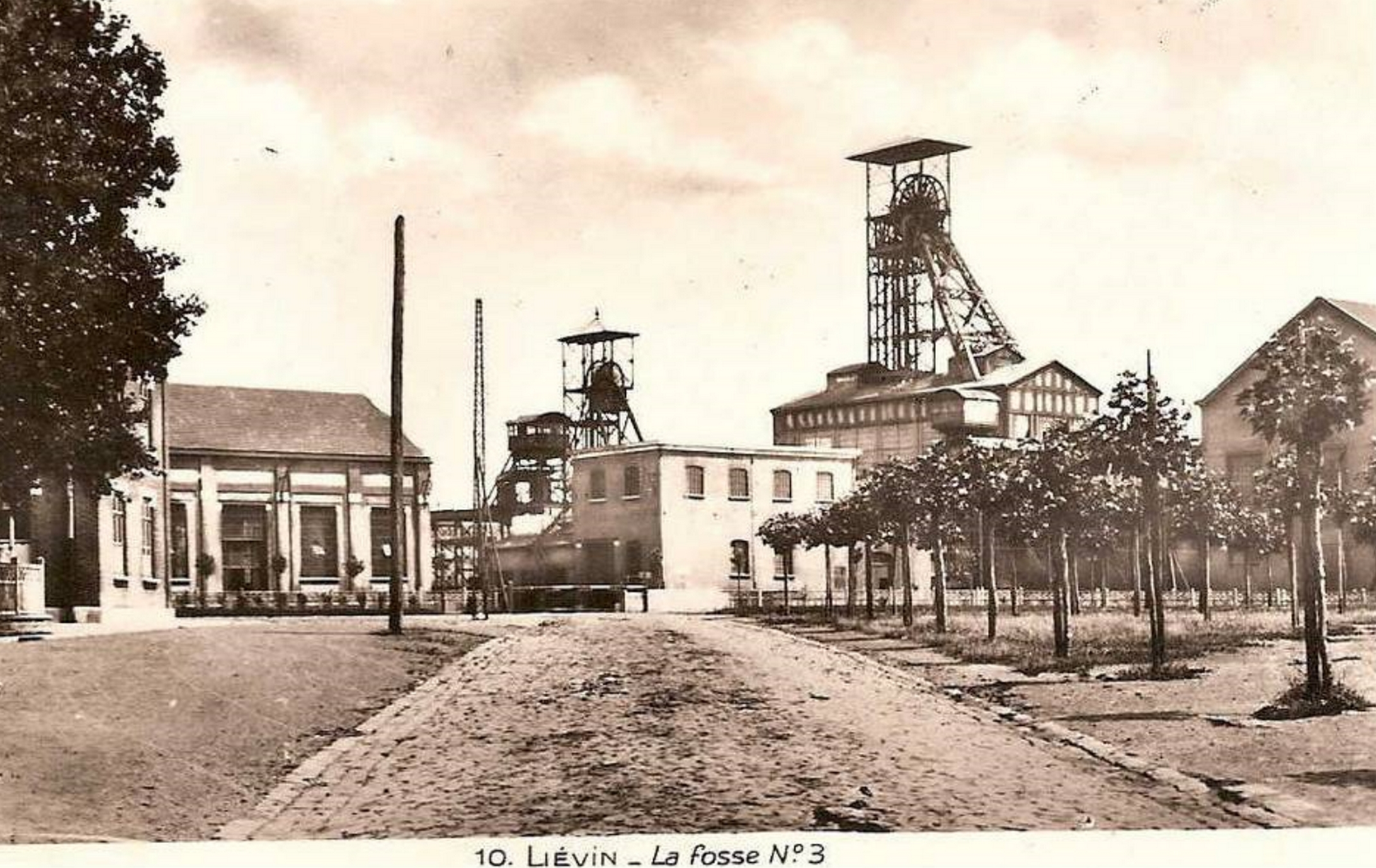
Schacht Nr. 3 in den 1930er Jahren
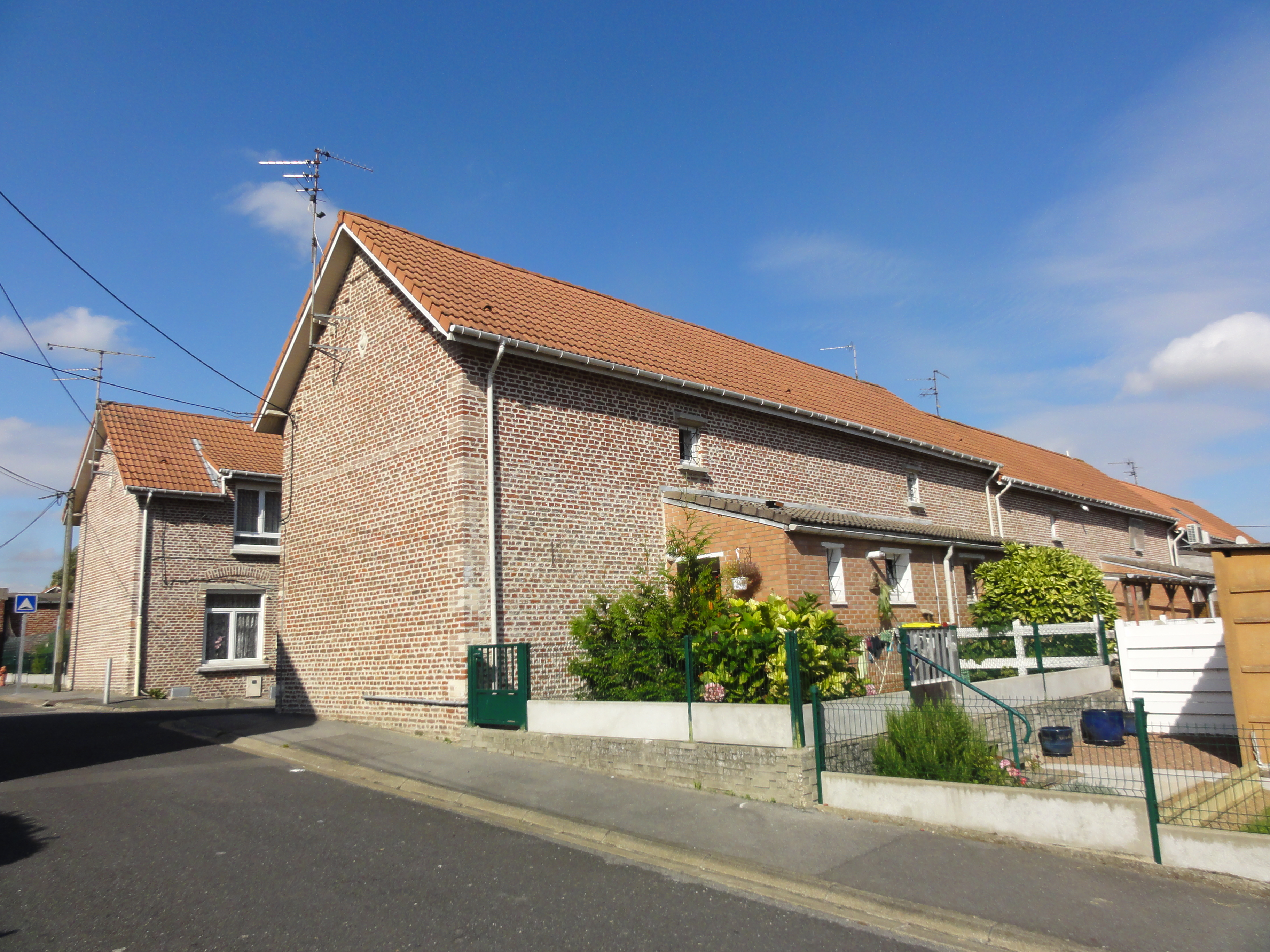
Bergarbeiterhäuser der Siedlung Schacht 3
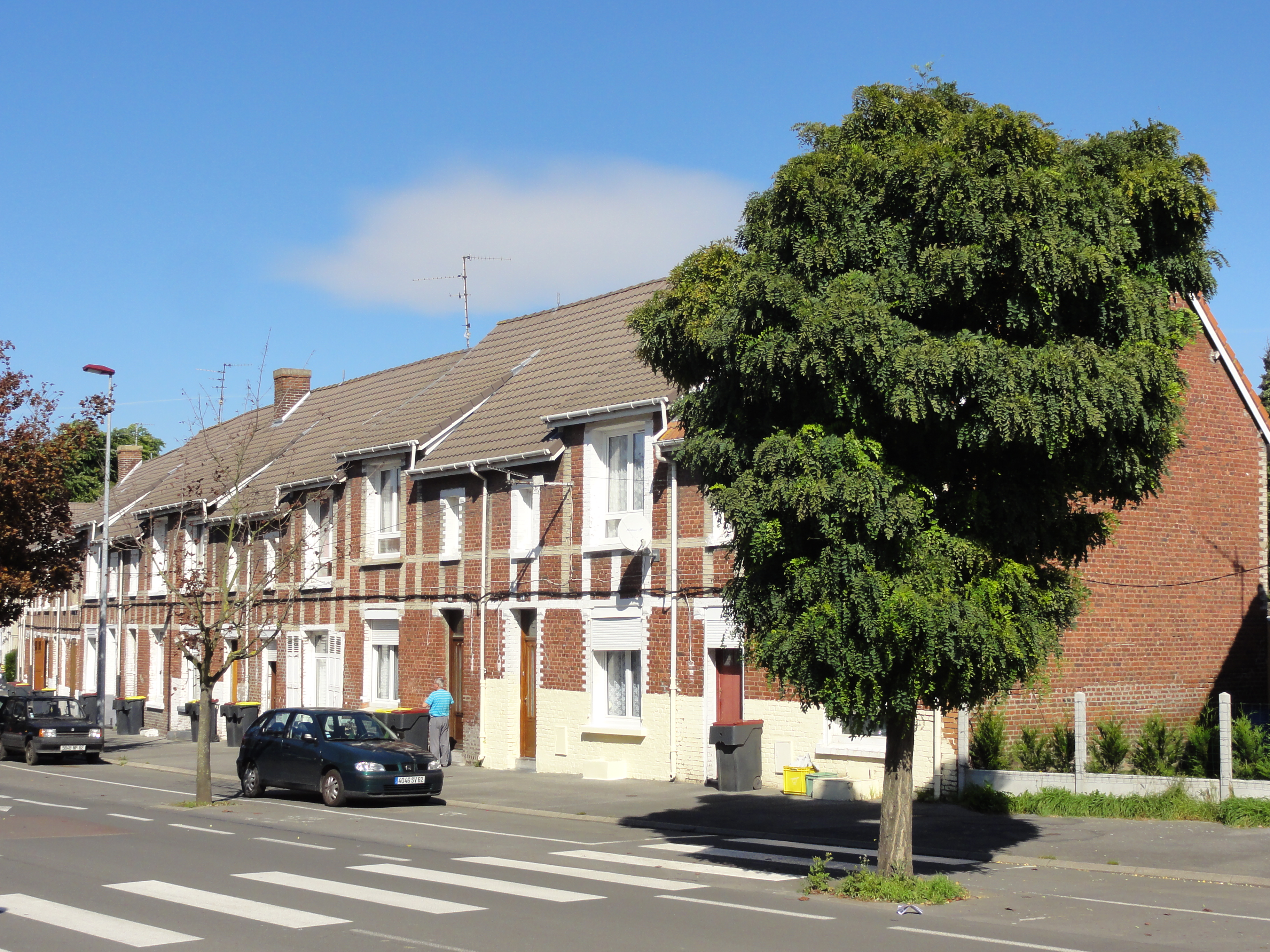
Bergarbeiterhäuser der Siedlung Schacht 4
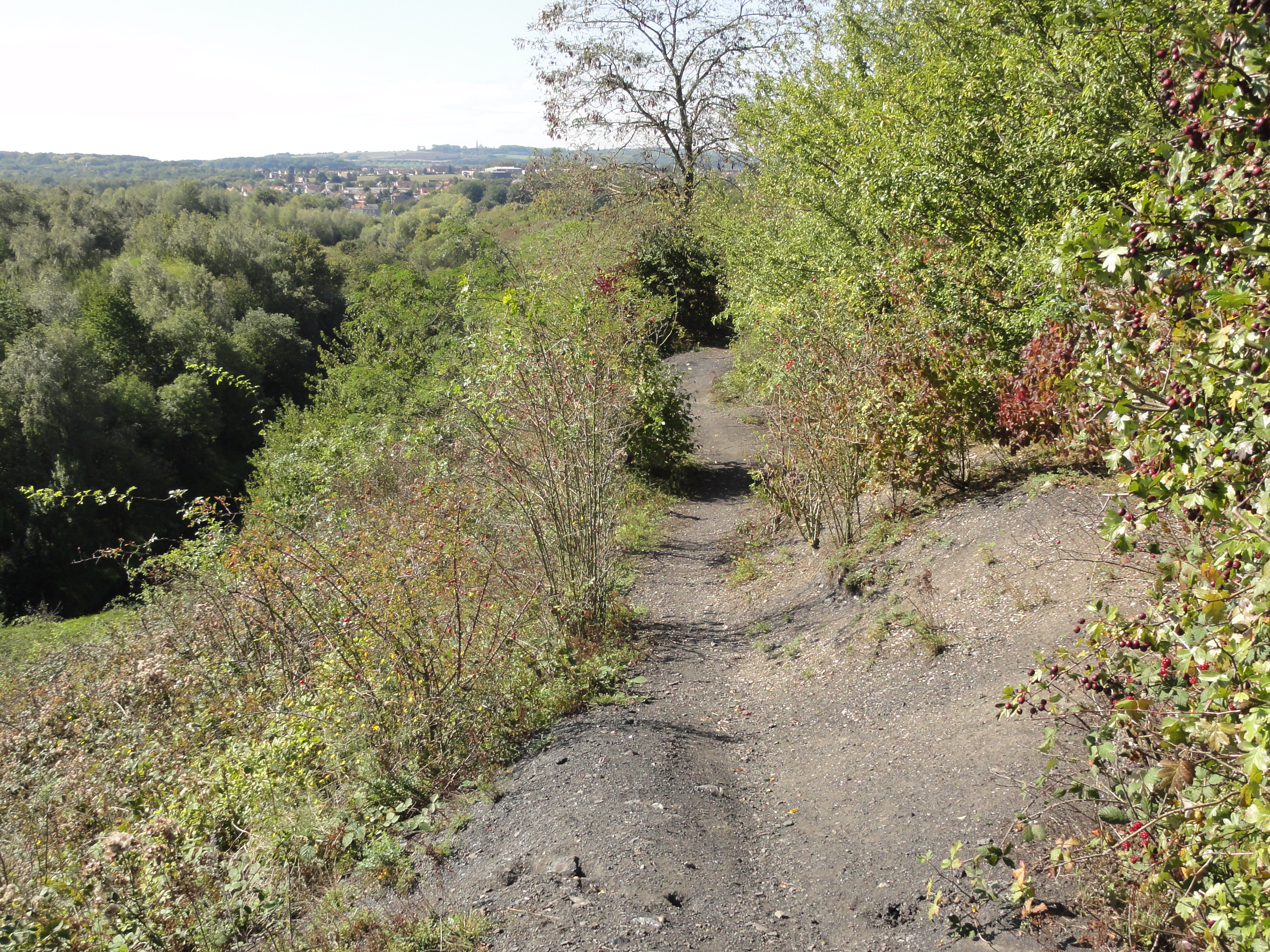
Überwachsene Abraumhalde Nr. 80

## Gemeindepartnerschaft
Mit Ense im Kreis Soest in Deutschland besteht seit 1989 eine Gemeindepartnerschaft.